# عبد الله الشويعر
عبد الله الشويعر (مواليد 20 أغسطس 1992) هو لاعب كرة قدم سعودي يلعب في نادي رياض سيتي.
لعب سابقاً في أندية الشباب والتعاون و المجزل و الدرعية و جبة و الرمث واحترف في إسبانيا وفي رومانيا في أندية مغمورة .